# کارا وولترز
کارا وولترز (انگلیسی: Kara Wolters؛ زادهٔ ۱۵ اوت ۱۹۷۵) بازیکن بسکتبال اهل ایالات متحده آمریکا بود.
وی در مسابقات کشوری و بین‌المللی در مجموع برندهٔ ۴ مدال طلا، ۱ مدال نقره، ۱ مدال برنز شده‌است.